# كيفن فيني
كيفن فيني (بالإنجليزية: Kevin Finney)‏ (19 أكتوبر 1969 في المملكة المتحدة - ) هو لاعب كرة قدم بريطاني في مركز الوسط. لعب مع بورت فايل وستافورد رينجرز وليك تاون ‏ ولينكولن سيتي أف سي.